# Коктальський сільський округ (Балхаський район)
Кокта́льський сільський округ (каз. Көктал ауылдық округі, рос. Коктальский сельский округ) — адміністративна одиниця у складі Балхаського району Алматинської області Казахстану. Адміністративний центр — село Коктал.
Населення — 1084 особи (2021; 1372 у 2009, 1395 у 1999, 1950 у 1989).
Станом на 1989 рік існувала Коктальська сільська рада (села Бозінген, Коктал, Коскумбез).

## Склад
До складу округу входять такі населені пункти:
| Населений пункт     | Стара назва | Населення, осіб (1989) | Населення, осіб (1999) | Населення, осіб (2009) | Населення, осіб (2021) |
| ------------------- | ----------- | ---------------------- | ---------------------- | ---------------------- | ---------------------- |
| Коктал, село        | Бозінген    | 1042                   | 1165                   | 1247                   | 990                    |
| --Ата-мекен         | -           | -                      | -                      | -                      | 4                      |
| --Кизилбаз          | -           | -                      | -                      | -                      | 8                      |
| --Кирбас-Жарбас     | -           | -                      | -                      | -                      | 8                      |
| Старий Коктал, село | Коктал      | 579                    | -                      | -                      | -                      |
| Коскумбез, село     | -           | 329                    | 230                    | 125                    | 74                     |